# Orranut Klomdee
Orranut Klomdee, auch Neeranuch Klomdee (* 1. Juni 1980), ist eine ehemalige thailändische Leichtathletin, die sich auf den Sprint spezialisiert hatte.

## Sportliche Laufbahn
Erste Erfahrungen bei internationalen Wettkämpfen sammelte Orranut Klomdee im Jahr 2000, als sie bei den Asienmeisterschaften in Jakarta im 100-Meter-Lauf mit 12,00 s im Halbfinale ausschied und mit der thailändischen 4-mal-100-Meter-Staffel in 45,14 s den vierten Platz belegte. Zudem qualifizierte sie sich mit der Staffel für die Olympischen Spiele in Sydney, bei denen sie mit 44,51 s aber den Finaleinzug verpasste. Im Jahr darauf gewann sie bei den Südostasienspielen in Kuala Lumpur in 11,69 s die Silbermedaille über 100 Meter hinter ihrer Landsfrau und siegte mit der 4-mal-100-Meter-Staffel in 44,58 s sowie mit der 4-mal-400-Meter-Staffel in 3:38,70 min. 2002 belegte sie bei den Asienmeisterschaften in Colombo in 11,95 s den sechsten Platz über 100 Meter und wurde im 200-Meter-Lauf disqualifiziert. Zudem gewann sie mit der 4-mal-100-Meter-Staffel in 44,89 s die Bronzemedaille hinter den Teams aus China und Usbekistan. Anschließend nahm sie erstmals an den Asienspielen in Busan teil und wurde dort in 11,57 s Fünfte über 100 Meter und gewann mit der Staffel in 44,25 s die Silbermedaille hinter dem Team aus China.
2003 startete sie bei der Sommer-Universiade in Daegu und erreichte dort über 100 Meter das Halbfinale, in dem sie mit 11,86 s ausschied. Anschließend klassierte sie sich bei den Asienmeisterschaften in Manila mit 11,65 s auf dem fünften Platz und siegte mit der Staffel in 44,25 s. Daraufhin siegte sie bei den Südostasienspielen in Hanoi in 11,51 s über 100 Meter sowie in 44,82 s auch mit der Staffel und sicherte sich im 200-Meter-Lauf in 23,66 s die Bronzemedaille hinter der Vietnamesin Nguyễn Thị Tình und ihrer Landsfrau Jutamass Tawoncharoen. 2005 schied sie bei den Studentenweltspielen in Izmir über 100 Meter mit 11,95 s im Halbfinale aus und belegte anschließend bei den Asienmeisterschaften in Incheon in 11,92 s den siebten Platz, während sie mit der Staffel in 44,18 s ihren Titel verteidigte. Daraufhin gewann sie bei den Südostasienspielen in Manila in 11,66 s die Bronzemedaille hinter der Vietnamesin Vũ Thị Hương und ihrer Landsfrau Nongnuch Sanrat. Zudem siegte sie erneut mit der Staffel in 44,30 s. Im Jahr darauf gewann sie bei den Hallenasienmeisterschaften in Pattaya in 7,59 s die Bronzemedaille im 60-Meter-Lauf hinter ihren Landsfrauen Nongnuch Sanrat und Sangwan Jaksunin. Anschließend erreichte sie beim IAAF World Cup in Athen in 44,27 s Rang sechs mit der Staffel und scheiterte daraufhin bei den Asienspielen in Doha mit 11,93 s in der ersten Runde über 100 Meter und wurde mit der Staffel disqualifiziert.
2007 belegte sie bei den Asienmeisterschaften in Amman in 11,72 s den sechsten Platz, wurde diesmal aber nicht in der Staffel berücksichtigt. Anschließend schied sie bei der Sommer-Universiade in Bangkok mit 12,10 s über 100 Meter im Viertelfinale aus, gewann aber mit der Staffel in 43,92 s die Silbermedaille hinter dem Team aus Finnland. Daraufhin gewann sie bei den Südostasienspielen in Nakhon Ratchasima in 24,38 s die Silbermedaille im 200-Meter-Lauf hinter der Vietnamesin Vũ Thị Hương und siegte mit der Staffel in 44,00 s. Im Jahr darauf qualifizierte sie sich mit der Staffel erneut für die Olympischen Spiele in Peking, verfehlte dort aber mit 44,38 s erneut den Finaleinzug. Auch bei den Leichtathletik-Weltmeisterschaften 2009 in Berlin schied sie mit der Staffel mit 44,59 s in der Vorrunde aus und erreichte anschließend bei den Hallenasienspielen in Hanoi in 7,43 s den vierten Platz über 60 Meter. Bei den Südostasienspielen in Vientiane erreichte sie über 100 Meter das Finale, trat dort aber nicht mehr an. 2010 startete sie bereits zum dritten Mal bei den Asienspielen in Guangzhou und klassierte sich dort in 11,68 s auf dem sechsten Platz und siegte mit der Staffel in 44,09 s.
2011 schied sie bei den Asienmeisterschaften in Kōbe über 100 Meter mit 11,98 s in der ersten Runde aus, sicherte sich aber mit der Staffel in 44,62 s die Bronzemedaille hinter den Teams aus Japan und China. Anschließend belegte sie bei den Südostasienspielen in Palembang in 11,84 s bzw. 24,11 s jeweils den vierten Platz und siegte mit der Staffel in 44,40 s. Zwei Jahre später wurde sie bei den Asienmeisterschaften in Pune in 11,76 s Sechste und gewann mit der Staffel in 44,44 s die Bronzemedaille hinter den Teams aus China und Japan. Anschließend gewann sie bei den Südostasienspielen in Naypyidaw in 11,85 s die Silbermedaille hinter Vũ Thị Hương, wie auch über 200 Meter in 24,02 s. Zudem siegte sie ein letztes Mal mit der Staffel in 44,42 s. 2014 bestritt sie in Suphan Buri ihren letzten Wettkampf und beendete daraufhin ihre Karriere als Leichtathletin im Alter von 33 Jahren.
In den Jahren 2002, 2003 und 2009 wurde Klomdee thailändische Meisterin im 200-Meter-Lauf sowie 2003 auch über 100 Meter.

## Persönliche Bestleistungen
- 100 Meter: 11,45 s (+0,1 m/s), 28. Mai 2003 in Hyderabad
  - 60 Meter (Halle): 7,43 s, 31. Oktober 2009 in Hanoi
- 200 Meter: 23,72 s, 14. Mai 2003 in Bangkok